# Kok Tobe
Kok Tobe (en kazajo: Көктөбе, Köktöbe, que quiere decir Colina verde; en ruso Кок-Тюбе, Kok-Tyube) es una montaña en las afueras al sureste de Almaty, la ciudad más grande de Kazajistán. También es el nombre de una popular zona de recreo en la cima de la montaña.
El área recreativa Kok Tobe tiene una variedad de atracciones con un parque de diversiones y restaurantes turísticos, así como una serie vistas. Está conectado con el centro de Almaty por una línea de tranvía aéreo, y el terminal de la ciudad se encuentra cerca del Hotel Kazakhstan.